# Amorphoscelis hainana
Amorphoscelis hainana är en bönsyrseart som beskrevs av Yang 2002. Amorphoscelis hainana ingår i släktet Amorphoscelis och familjen Amorphoscelidae. Inga underarter finns listade i Catalogue of Life.